# La morte corre sul fiume
La morte corre sul fiume (The Night of the Hunter) è un film del 1955 diretto da Charles Laughton, alla sua prima e unica regia.
Tratto dal romanzo The Night of the Hunter di Davis Grubb, il film, girato in poco più di un mese, ha una peculiare e fortemente caratterizzante fotografia in bianco e nero di Stanley Cortez al servizio dell'originale stile del regista, influenzato nell'attenzione maniacale per la posizione delle luci dal cinema espressionista tedesco e dal cinema scandinavo, ma anche dallo stile di David Wark Griffith.
Nel 1992 è stato scelto per la conservazione nel National Film Registry della Biblioteca del Congresso degli Stati Uniti.

## Trama
Virginia Occidentale, anni trenta. Ben Harper è condannato a morte per aver preso parte a una rapina che ha provocato l'uccisione di due uomini. Prima di essere catturato, però, riesce a nascondere il bottino di 10.000 dollari e ne rivela la posizione solo ai due figli, John e Pearl, di dieci e cinque anni. In prigione l'uomo divide la cella con Harry Powell, un sedicente predicatore evangelico con la scritta "LOVE" tatuata sulle dita della mano destra e "HATE" su quelle della sinistra, che tenta di estorcergli il nascondiglio del bottino ma l'unico indizio che riesce a ottenere è una citazione della Bibbia mormorata nel sonno: "e un bambino li condurrà".
Sicuro che solo i figli di Harper conoscano il nascondiglio del bottino, Powell, dopo essere uscito di prigione, corteggia e sposa Willa, la vedova di Harper, e, attraverso lusinghe prima e sottili intimidazioni poi, cerca di indurre i bimbi, soprattutto John, a rivelare dove si trova il denaro, ma loro diffidano di lui e non aprono bocca. Quando Willa smaschera il suo piano, Powell la uccide e, minacciando i due fratellini, scopre il nascondiglio del denaro: l'interno della bambola di pezza di Pearl.
I bambini riescono, però, a fuggire con i soldi salendo su una barca e cominciando a discendere il fiume Ohio. Spinti dalla corrente arrivano davanti a una stalla dove si fermano a dormire.
Durante la notte vedono passare Powell a cavallo e perciò decidono di continuare la discesa del corso d'acqua; fermata la barca sulla sponda trovano rifugio fra le braccia materne dell'anziana Rachel Cooper che li adotta.
Powell riesce a scovarli, ma Rachel non si lascia abbindolare dal suo modo di fare tipico dell'ammaliatore di folle e vede ciò che lui è oltre l'apparenza. Dopo un testa a testa con lei la vera identità di Powell viene scoperta e l'uomo viene arrestato. Poco dopo rischia addirittura il linciaggio da parte della stessa folla che, affascinata dal suo carisma, lo aveva precedentemente osannato.

## Analisi
Film complesso e polifonico dove confluiscono più percorsi: la storia nera, il racconto infantile e fiabesco, ma anche l'accusa contro il fanatismo della religione cristiana nel sud degli Stati Uniti.
La morte corre sul fiume è un film decisamente espressionista sotto molteplici punti di vista, dalle trovate illuminotecniche alla recitazione degli attori, sino a similitudini e coincidenze con altri film cronologicamente espressionisti.
All'espressionismo richiama la sequenza in cui il vecchio scopre il cadavere di Willa legata all'auto sul fondo del fiume con i suoi capelli che si confondono con le alghe, e interpretata volutamente sopra le righe da Shelley Winters.

## Critica
Atto d'accusa contro il fanatismo nella religione cristiana e i falsi profeti, con riferimento al sud degli Stati Uniti, il film non ebbe un grande successo all'uscita, anche se venne rivalutato in seguito, venendo anche inserito al trentaquattresimo posto della lista AFI's 100 Years... 100 Thrills, pubblicata dall'American Film Institute e comprendente i cento film ritenuti più coinvolgenti e avvincenti. È anche al secondo posto nella lista dei cento migliori film di sempre dei Cahiers du Cinéma.
Laughton, a causa dell'insuccesso commerciale dell'opera, non poté realizzare la sua trasposizione de Il nudo e il morto di Norman Mailer (film che fu poi girato da Raoul Walsh nel 1958). Il film offre una delle migliori interpretazioni di Robert Mitchum, che sette anni dopo, ne Il promontorio della paura, vestirà nuovamente i panni di un personaggio molto simile.